# Харьковщина (Сумский район)

Харьковщина (укр. Харківщина) — село,
Шпилевский сельский совет,
Сумский район,
Сумская область,
Украина.
Код КОАТУУ — 5924789107. Население по переписи 2001 года составляло 65 человек.

## Географическое положение
Село Харьковщина находится в 2,5 км от правого берега реки Псёл.
Примыкает к селу Шпилевка.
Рядом проходит автомобильная дорога Т-1909.